# Паймук, Фёдор Дмитриевич
Фёдор Дмитриевич Паймук (Блинов) (1901, с. Кошки-Куликеево (ныне — Яльчикский район Чувашской Республики) — 1946, Чебоксары) — чувашский националист, во время Великой Отечественной войны служивший в созданном нацистами легионе «Идель-Урал».

## Биография
Выходец из купеческой семьи.
В 1925—1928 годах служил в рядах Красной армии. Впоследствии учился в техникуме и промышленно-экономическом институте. После окончания вернулся в Чувашию.
После нападения немецких войск на СССР, мобилизован в Красную Армию в сентябре 1941 года. Перевезен в лагерь под Берлином, где сотрудничал с немцами. Стал членом Татарского комитета. Издавал газету «За национальную свободу».
В марте 1944 года вошел в Президиум легиона «Идель-Урал».
Паймук был ярым националистом и считал, что у чувашей должно существовать независимое государство. Из-за неприязни к татарам конфликтовал с татарской верхушкой Легиона, выступал за перевод роты, составленной из христианских народов Поволжья (чувашей, марийцев, удмуртов, эрзя и мокша), в состав РОА генерала Власова.
В конце марта 1944 года Фёдор Паймук и Иван Скобелев, выехавшие в командировку в Прагу, получили разрешение поехать к Семену Николаеву. По воспоминаниям Ивана Скобелева, Паймук хотел согласовать с Николаевым варианты герба Чувашии (под протекторатом Германии); Николаев спросил у гостей, как живут чуваши в СССР, и Скобелев ему образно расписал, что «на полях работают трактора и комбайны, что во всех больших селах открыты школы с 10-летним обучением, что между русскими и чувашами нет никакой разницы». Ф. Паймуком и С. Николаевым были разработаны отдельные нарукавные эмблемы для отличия поволжских легионеров от татарских военнослужащих легиона «Идель-Урал»; Николаев предложил эмблему с изображением на желтом фоне колосистой ржи со снопом и воткнутым серпом в него и надписью «Идель-Урал». На другой день вместе с С. Николаевым и его женой гости осмотрели достопримечательности Праги.
В 1945 году Паймук, скрыв свою службу нацистам, сумел присоединиться к советским войскам и даже заслужить медаль «За взятие Берлина». 24 апреля 1945 года он явился к военному коменданту Красной Армии. Его поместили в фильтрационный лагерь, однако фильтрационная проверка ничего не выявила и впоследствии он уехал в Саратов.
В феврале 1946 года Паймука арестовали. В сентябре 1946 года военный трибунал Приволжского военного округа на выездном заседании лишил Блинова-Паймука звания старшего лейтенанта и приговорил к расстрелу с конфискацией имущества.